# Чакрак
Чакрак (на турски: Çakrak; на гръцки: Τσαγκράκ) е село в Турция, община Алуджра, вилает Гиресун. Според преброяването от 2000 година селото има 239 жители.

## Личности
Родени в Чакрак
- Фотий Калпидис (1862 – 1906), гръцки духовник